# Сосновка (Ульяновск)
Сосновка — исчезнувшее село Чердаклинского района Ульяновской области РСФСР, существовавшая до 1955 года. Затоплена Куйбышевским водохранилищем. С 2004 года на территории Заволжского района Ульяновского городского округа.

## География
Деревня располагалась по левому берегу реки Волга, при небольшом притоке, у озера Яик, между селениями Малое Пальцино и Архангельское, в 15 км севернее Ульяновска и в 7 км к северо-востоку от Заволжского района Ульяновска.

## История
Село возникло предположительно во второй половине XVII века.
Первый деревянный двухпрестольный храм (Казанско-Богородицкая церковь) в Сосновке был построен в 1734 году. Главный престол — во имя Казанской Богородицы, другой — во имя Святого Николая Чудотворца. Построен на средства прихожан и помещиков Сосновских.
В 1780 году, при создании Симбирского наместничества, село Троицкое Сосновка тож, при озере, помещиковых крестьян, из Синбирского уезда вошло в состав Ставропольского уезда.
В 1784 году в селе была построена другая деревянная Троицкая церковь с главным престолом во имя Живоначальной Троицы и в приделе — во имя Святителя Николая Чудотворца. Построен помещиком Бекетовым, перестроен в 1851 г., в 1906 г. отремонтирован на средства купца Д. Н. Масленникова. Вначале церковь была двухпрестольной во имя Троицы и Николая Чудотворца, затем 1-й престол был упразднен .
На 1859 год село Троицкое (Сосновка) по левую сторону коммерческого тракта из г. Симбирска в г. Казань.Село Сосновка (фото 1930-х гг.)
На 1889 год — имение дворян Львовых .
На 1900 год — церковь, две школы — земская (1882) и церковно-приходская, три ветряные мельницы.
На 1910 год в селе церковь, земская школа и ветряная мельница.
С установлением Советской власти, после НЭПа, осенью 1929 года в селе прошла Коллективизация. В 1930-х годах образован колхоз «Приволжский», в который вошли: Малое и Большое Пальцино, Алексеевка, Сосновка.
С 1953 года жители села стали переселяться из зон затопления в новообразованные сёла: Архангельское (новый хозяйственный центр), село Чердаклы и Верхняя Часовня (все — доприселение), посёлок Ленинский, новый хозяйственный центр.
В 1955 году затоплена Куйбышевским водохранилищем.

### Административно-территориальная принадлежность
С конца XVII века в составе Симбирского уезда Казанской губернии.
С 1780 года в составе Ставропольского уезда Симбирского наместничества, с 1796 года — Симбирской губернии.
С 1860 года в составе Архангельской волости Ставропольского уезда Самарской губернии. К приходу церкви Святой Троицы села Сосновка относились прихожане деревень Малого и Большого Пальцина, Алексеевки (Алексеевских выселок).
С 1919 года, ввиду разукрупнения Ставропольского уезда, вошло село в состав новообразованного Мелекесского уезда.
С 25 февраля 1924 года в составе Пальцинского сельсовета Мелекесского уезда Самарской губернии.
6 января 1926 года — в Мелекесском уезде Ульяновской губернии.
С 14 мая 1928 году — в Мелекесском районе Ульяновского округа Средне-Волжской области.
С 29 октября 1929 года — возглавлял Сосновский сельсовет Чердаклинского района Средне-Волжского края, с 30 июля 1930 года — Куйбышевского края и с 1936 года — Куйбышевской области, с 19 января 1943 года — Чердаклинского района Ульяновской области.

## Население
| Год  | Число дворов | Муж. пола      | Жен. пола  | Общее число      |
| ---- | ------------ | -------------- | ---------- | ---------------- |
| 1780 | —            | —              | —          | 276 (ревиз. душ) |
| 1848 | 118          | —              | —          | 844              |
| 1859 | 101          | 431            | 532        | 963              |
| 1889 | 234          | 408 (рев. душ) | (не указ.) | 1407             |
| 1900 | 219          | 600            | 630        | 1230             |
| 1910 | 227 (233)    | 678            | 628        | 1366 (1331)      |
| 1928 | 269          | —              | —          | 1313             |
| 1930 | 305          | —              | —          | 1447             |